# Pallone d'oro 1980
L’edizione 1980 del Pallone d'oro, 25ª edizione del premio calcistico istituito dalla rivista francese France Football, fu vinta dal tedesco Karl-Heinz Rummenigge (Bayern Monaco).
I giurati che votarono furono 25, provenienti da Austria, Belgio, Bulgaria, Cecoslovacchia, Danimarca, Finlandia, Francia, Germania Est, Germania Ovest, Inghilterra, Irlanda, Italia, Jugoslavia, Lussemburgo, Paesi Bassi, Polonia, Portogallo, Romania, Scozia, Spagna, Svezia, Svizzera, Turchia, Ungheria e Unione Sovietica.

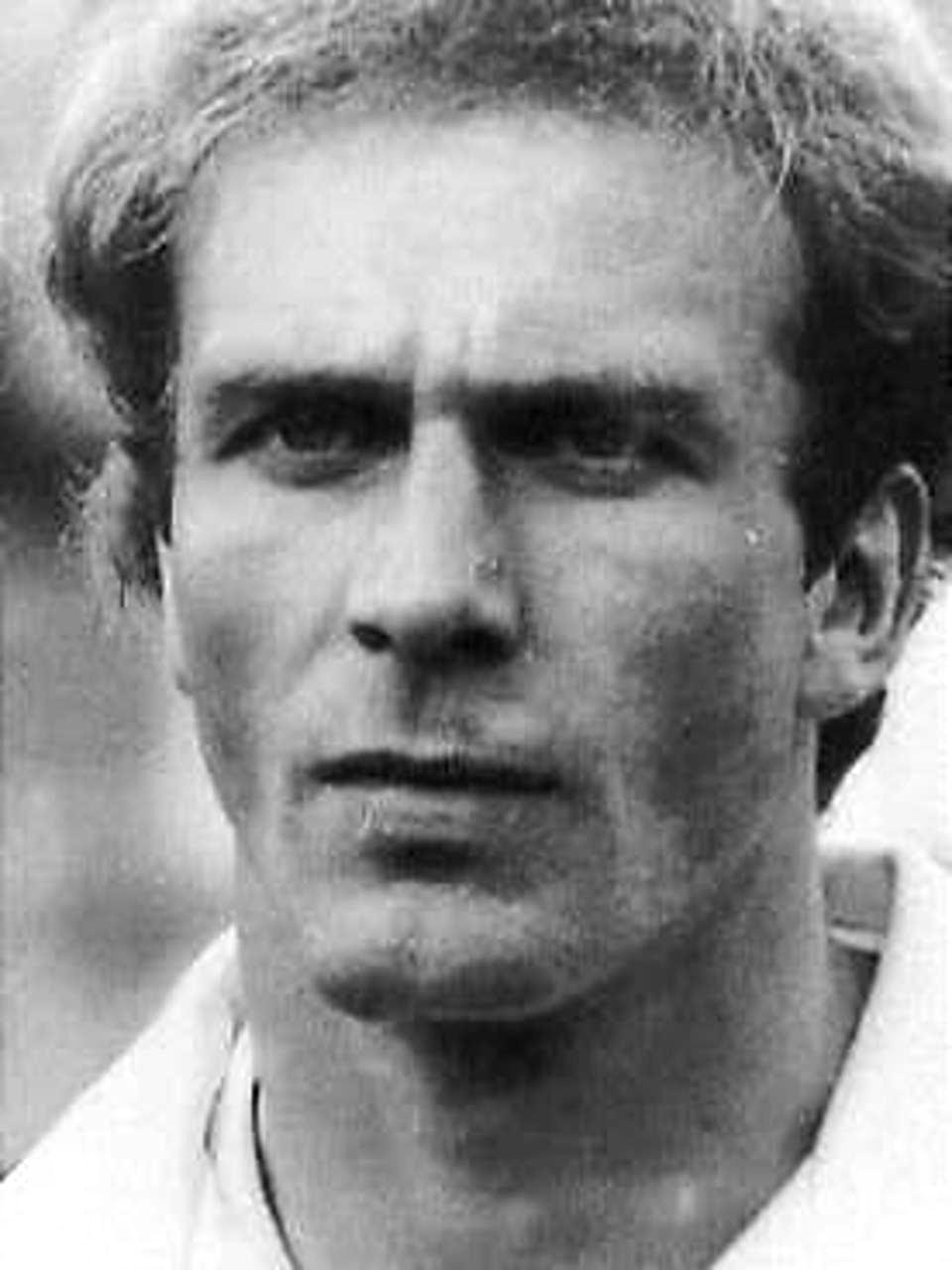
Karl-Heinz Rummenigge, vincitore del Pallone d'oro 1980.